# Marcel Fässler (bobåkare)
Marcel Fässler, född 21 februari 1959, är en schweizisk före detta bobåkare.
Fässler blev olympisk guldmedaljör i fyrmansbob vid vinterspelen 1988 i Calgary.